# Sabrina Down Under
Sabrina Down Under es una película de televisión estadounidense producida para ABC, emitida el 26 de septiembre de 1999. Se trata de una secuela de Sabrina Goes to Rome y es una continuación de la serie de televisión Sabrina the Teenage Witch.
En la película sólo aparecen dos personajes de la serie de televisión: la bruja adolescente Sabrina Spellman (interpretada por Melissa Joan Hart), y el gato parlante Salem Saberhagen (al que pone voz Nick Bakay). Lindsay Sloane también fue actriz regular en la serie de televisión, pero interpreta a un personaje diferente en esta película. Tara Charendoff retoma su papel de Gwen de Sabrina Goes to Rome. Como la película está ambientada en Australia, ninguna de las escenas está rodada en el set original de la serie de televisión.
La película fue dirigida por Kenneth R. Koch, que colaboró en la producción de Sabrina Goes to Rome. También dirigió muchos episodios de la serie de televisión y fue un destacado productor de la misma.
A diferencia de Sabrina Goes to Rome, que se incluye en el DVD de la 7ª temporada de la serie de televisión Sabrina, the Teenage Witch, Sabrina Down Under no se incluyó en ninguno de los sets de temporada. Más tarde fue lanzado en un DVD independiente el 7 de febrero de 2017. Antes de esto, la película fue lanzada en VHS. Se puede ver en streaming en Hulu. 

## Trama
Sabrina (Melissa Joan Hart) viaja a la Gran Barrera de Coral de Australia con Gwen (Tara Strong), una compañera bruja de Inglaterra, para pasar una semana de vacaciones en la que intentan ayudar a proteger una colonia de sirenas oculta cuyo hábitat está amenazado por la contaminación del océano, y por el biólogo marino local, el Dr. Julian Martin (Peter O'Brien), que está decidido a encontrar la colonia como su reclamo a la fama. Mientras Sabrina entabla amistad con Barnaby (Scott Michaelson), un "triton" de la colonia de sirenas, el gato Salem (Nick Bakay) encuentra un posible romance con otra bruja convertida en gato llamada Hilary (Rebecca Gibney), pero los problemas de Sabrina interfieren en sus planes. Para evitar que Julian se lance a la búsqueda de la colonia de sirenas, ella lanza un hechizo para crear una tormenta que lo mantenga en puerto, lo cual tiene éxito excepto que un rayo deja inconsciente a Sabrina, y cuando vuelve en sí se entera de que ha perdido sus poderes, al menos temporalmente.

## Reparto
- Melissa Joan Hart como Sabrina Spellman, una bruja adolescente, que visita Australia para descubrir la Gran Barrera de Coral, y conocer al biólogo marino Dr. Julian Martin. Descubre al tritón Barnaby, al que da piernas cuando ve que está enfermo.
- Tara Strong como Gwen, una bruja británica cuyos hechizos nunca salen como ella planea. Sabrina y ella se van juntas de vacaciones a Australia. Gwen fue presentada en Sabrina Goes to Rome.
- Scott Michaelson como Barnaby, un tritón que se convierte en humano durante 48 horas gracias a la magia de Sabrina.
- Lindsay Sloane como Fin, la hermana sirena de Barnaby que al principio desprecia a los humanos.
- Nick Bakay como la voz de Salem Saberhagen, un brujo de 500 años condenado a pasar 100 años como gato como castigo por intentar dominar el mundo. Durante sus vacaciones anuales, se sorprende al encontrar allí a Sabrina. Rápidamente se enamora de Hillary, que también es una gata. Sin embargo, los dos rompen cuando la sentencia de Sabrina termina y ella vuelve a convertirse en mujer. Mientras tomaba una foto descubrió quién había estado contaminando el océano.
- Peter O'Brien como el Dr. Julian Martin, un biólogo marino que pasa su tiempo protegiendo el arrecife.
- Rebecca Gibney como Hilary Hexton, una bruja encerrada en el cuerpo de un gato. Comienza a salir con Salem, sin embargo cuando es convertida de nuevo en bruja se despide de él.
- Conrad Coleby como Jerome, un chico por el que Gwen se siente atraída. Es guapo, dulce y divertido, pero a menudo es difícil de entender debido a su uso de slang Australiano.
- Ben Lawson tiene una pequeña aparición como empleado del complejo turístico.

## Libros
Como parte de la colección de libros de Sabrina, the Teenage Witch, existe un libro titulado Sabrina, the Teenage Witch: Sabrina Down Under. El libro está escrito por Ellen Titlebaum. No está numerado, al igual que la adaptación de la primera película. Los demás libros de la serie están numerados por orden de lectura.

## Diferencias entre la película y la serie de televisión
- Lindsay Sloane, que interpretó a Valerie en la serie de televisión, interpreta a la sirena Fin en esta película. El hecho de que los dos personajes se parezcan mucho no es mencionado (o aparentemente notado) por Sabrina.

## Música
- La canción "Beautiful Stranger" de Madonna se escucha en los créditos iniciales.
- La versión de Melissa Joan Hart de "Octopus's Garden" de The Beatles se escucha durante la escena bajo el agua.
- Una versión de "Livin' la Vida Loca" de Ricky Martin se puede escuchar durante la secuencia de montaje.

El 7 de febrero de 2017, la película fue lanzada en DVD con cambios en la partitura musical debido a problemas de derechos de autor.